# Danh sách 100 ca khúc trong phim của Viện phim Mỹ
Danh sách 100 ca khúc trong phim của Viện phim Mỹ (tiếng Anh: AFI's 100 Years... 100 Songs) là một trong các danh sách được Viện phim Mỹ (American Film Institute, viết tắt là AFI) lập ra nhân dịp kỉ niệm 100 năm ngày ra đời của nghệ thuật điện ảnh. Danh sách này bao gồm 100 bài hát trong phim được coi là hay nhất của điện ảnh Mỹ, nó được công bố ngày 22 tháng 6 năm 2004.
Singin' in the Rain, The Sound of Music và Câu chuyện phía Tây (West Side Story) là ba bộ phim có nhiều bài hát lọt vào danh sách nhất với mỗi phim 3 bài. Các bộ phim có 2 bài hát lọt vào danh sách là The Wizard of Oz, Funny Girl và Meet Me in St. Louis.

## Danh sách
|     | Bài hát                                      | Sáng tác                                                     | Phim                                                             |
| 1   | Over the Rainbow                             | Lời: Yip Harburg Nhạc: Harold Arlen                          | The Wizard of Oz                                                 |
| 2   | As Time Goes By                              | Herman Hupfeld                                               | Casablanca                                                       |
| 3   | Singin' in the Rain                          | Lời: Arthur Freed Nhạc: Nacio Herb Brown                     | Singin' in the Rain                                              |
| 4   | Moon River                                   | Lời: Johnny Mercer Nhạc: Henry Mancini                       | Breakfast at Tiffany's                                           |
| 5   | White Christmas                              | Irving Berlin                                                | Holiday Inn                                                      |
| 6   | Mrs. Robinson                                | Paul Simon                                                   | The Graduate                                                     |
| 7   | When You Wish upon a Star                    | Ned Washington Leigh Harline                                 | Pinocchio                                                        |
| 8   | The Way We Were                              | Alan Bergman Marilyn Bergman                                 | The Way We Were                                                  |
| 9   | Stayin' Alive                                | Bee Gees                                                     | Saturday Night Fever                                             |
| 10  | The Sound of Music                           | Lời: Oscar Hammerstein II Nhạc: Richard Rodgers              | The Sound of Music                                               |
| 11  | The Man that Got Away                        | Lời: Ira Gershwin Nhạc: Harold Arlen                         | A Star Is Born                                                   |
| 12  | Diamonds Are a Girl's Best Friend            | Jule Styne Leo Robin                                         | Gentlemen Prefer Blondes                                         |
| 13  | People                                       | Lời: Bob Merrill Nhạc: Jule Styne                            | Funny Girl                                                       |
| 14  | My Heart Will Go On                          | Lời: Will Jennings Nhạc: James Horner                        | Titanic                                                          |
| 15  | Cheek to Cheek                               | Irving Berlin                                                | Top Hat                                                          |
| 16  | Evergreen                                    | Lời: Paul Williams Nhạc: Barbra Streisand                    | A Star Is Born                                                   |
| 17  | I Could Have Danced All Night                | Lời: Alan Jay Lerner Nhạc: Frederick Loewe                   | My Fair Lady                                                     |
| 18  | Cabaret                                      |                                                              | Cabaret                                                          |
| 19  | Some Day My Prince Will Come                 | Lời: Larry Morey Nhạc: Frank Churchill                       | Nàng Bạch Tuyết và bảy chú lùn (Snow White and the Seven Dwarfs) |
| 20  | Somewhere                                    |                                                              | Câu chuyện phía Tây (West Side Story)                            |
| 21  | Jailhouse Rock                               | Jerry Leiber Mike Stoller                                    | Jailhouse Rock                                                   |
| 22  | Everybody's Talkin'                          |                                                              | Chàng cao bồi lúc nửa đêm (Midnight Cowboy)                      |
| 23  | Raindrops Keep Fallin' on My Head            | Hal David Burt Bacharach                                     | Butch Cassidy and the Sundance Kid                               |
| 24  | Ol' Man River                                | Lời: Oscar Hammerstein II Nhạc: Jerome Kern                  | Show Boat                                                        |
| 25  | High Noon (Do Not Forsake Me, Oh My Darlin') | Lời: Ned Washington Nhạc: Dimitri Tiomkin                    | High Noon                                                        |
| 26  | The Trolley Song                             | Hugh Martin Ralph Blane                                      | Meet Me in St. Louis                                             |
| 27  | Unchained Melody                             | Lời: Hy Zaret Nhạc: Alex North                               | Oan hồn (Ghost)                                                  |
| 28  | Some Enchanted Evening                       | Lời: Oscar Hammerstein II Nhạc: Richard Rodgers              | South Pacific                                                    |
| 29  | Born to Be Wild                              | Mars Bonfire                                                 | Easy Rider                                                       |
| 30  | Stormy Weather                               | Harold Arlen Ted Koehler                                     | Stormy Weather                                                   |
| 31  | Theme from New York, New York                | Lời: Fred Ebb Nhạc: John Kander                              | New York, New York                                               |
| 32  | I Got Rhythm                                 | Lời: Ira Gershwin Nhạc: George Gershwin                      | An American in Paris                                             |
| 33  | Aquarius/Let the Sunshine In                 | James Rado Gerome Ragni Galt MacDermot                       | Hair                                                             |
| 34  | Let's Call the Whole Thing Off               | Lời: Ira Gershwin Nhạc: George Gershwin                      | Shall We Dance                                                   |
| 35  | America                                      | Lời: Stephen Sondheim Nhạc: Leonard Bernstein                | Câu chuyện phía Tây (West Side Story)                            |
| 36  | Supercalifragilisticexpialidocious           |                                                              | Mary Poppins                                                     |
| 37  | Swinging on a Star                           | Jimmy Van Heusen                                             | Going My Way                                                     |
| 38  | Theme from Shaft                             | Isaac Hayes                                                  | Shaft                                                            |
| 39  | Days of Wine and Roses                       | Lời: Johnny Mercer Nhạc: Henry Mancini                       | Days of Wine and Roses                                           |
| 40  | Fight the Power                              | The Bomb Squad                                               | Do the Right Thing                                               |
| 41  | New York, New York                           | Lời: Betty Comden Nhạc: Leonard Bernstein                    | On the Town                                                      |
| 42  | Luck Be a Lady Tonight                       | Frank Loesser                                                | Guys and Dolls                                                   |
| 43  | The Way You Look Tonight                     | Lời: Dorothy Fields Nhạc: Jerome Kern                        | Swing Time                                                       |
| 44  | Wind Beneath My Wings                        | Larry Henley Jeff Silbar                                     | Beaches                                                          |
| 45  | That's Entertainment                         | Lời: Howard Dietz Nhạc: Arthur Schwartz                      | The Band Wagon                                                   |
| 46  | Don't Rain on My Parade                      | Lời: Bob Merrill Nhạc: Jule Styne                            | Funny Girl                                                       |
| 47  | Zip-a-Dee-Doo-Dah                            | Lời: Ray Gilbert Nhạc: Allie Wrubel                          | Song of the South                                                |
| 48  | Whatever Will Be, Will Be (Que Será, Será)   | Lời: Ray Evans Nhạc: Jay Livingston                          | The Man Who Knew Too Much                                        |
| 49  | Make 'em Laugh                               |                                                              | Singin' in the Rain                                              |
| 50  | Rock Around the Clock                        | Max C. Freedman James E. Myers                               | Blackboard Jungle                                                |
| 51  | Fame                                         | Lời: Dean Pitchford Nhạc: Michael Gore                       | Fame                                                             |
| 52  | Summertime                                   | Lời: Ira Gershwin và DuBose Heyward Nhạc: George Gershwin    | Porgy and Bess                                                   |
| 53  | Goldfinger                                   | Lời: Anthony Newley và Leslie Bricusse Nhạc: John Barry      | Goldfinger                                                       |
| 54  | Shall We Dance?                              |                                                              | The King and I                                                   |
| 55  | Flashdance...What a Feeling                  | Lời: Keith Forsey và Irene Cara Nhạc: Giorgio Moroder        | Flashdance                                                       |
| 56  | Thank Heaven for Little Girls                |                                                              | Gigi                                                             |
| 57  | The Windmills of Your Mind                   | Lời: Alan Bergman và Marilyn Bergman Nhạc: Michel Legrand    | The Thomas Crown Affair                                          |
| 58  | Gonna Fly Now                                | Lời: Carol Connors và Ayn Robbins Nhạc: Bill Conti           | Rocky                                                            |
| 59  | Tonight                                      | Lời: Stephen Sondheim Nhạc: Leonard Bernstein                | Câu chuyện phía Tây (West Side Story)                            |
| 60  | It Had To Be You                             | Lời: Gus Kahn Nhạc: Isham Jones                              | When Harry Met Sally...                                          |
| 61  | Get Happy                                    | Lời: Ted Koehler Nhạc: Harold Arlen                          | Summer Stock                                                     |
| 62  | Người đẹp và quái vật (Beauty and the Beast) | Lời: Howard Ashman Nhạc: Alan Menken                         | Người đẹp và quái vật (Beauty and the Beast)                     |
| 63  | Thanks for the Memory                        | Leo Robin Ralph Rainger                                      | The Big Broadcast of 1938                                        |
| 64  | My Favorite Things                           | Lời: Oscar Hammerstein II Nhạc: Richard Rodgers              | The Sound of Music                                               |
| 65  | I Will Always Love You                       | Dolly Parton                                                 | Vệ sĩ (The Bodyguard)                                            |
| 66  | Suicide Is Painless                          | Lời: Mike Altman Nhạc: Johnny Mandel                         | MASH                                                             |
| 67  | Nobody Does It Better                        | Lời: Carole Bayer Sager Nhạc: Marvin Hamlisch                | The Spy Who Loved Me                                             |
| 68  | Streets of Philadelphia                      | Bruce Springsteen                                            | Philadelphia                                                     |
| 69  | On the Good Ship Lollipop                    | Lời: Sidney Clare Nhạc: Richard A. Whiting                   | Bright Eyes                                                      |
| 70  | Summer Nights                                | Warren Casey Jim Jacobs                                      | Grease                                                           |
| 71  | The Yankee Doodle Boy                        | George M. Cohan                                              | Yankee Doodle Dandy                                              |
| 72  | Good Morning                                 |                                                              | Singin' in the Rain                                              |
| 73  | Isn't it Romantic?                           | Lời: Lorenz Hart Nhạc: Richard Rodgers                       | Love Me Tonight                                                  |
| 74  | The Rainbow Connection                       | Paul Williams Kenneth Ascher                                 | The Muppet Movie                                                 |
| 75  | Up Where We Belong                           | Lời: Will Jennings Nhạc: Jack Nitzsche và Buffy Sainte-Marie | An Officer and a Gentleman                                       |
| 76  | Have Yourself a Merry Little Christmas       | Hugh Martin Ralph Blane                                      | Meet Me in St. Louis                                             |
| 77  | The Shadow of Your Smile                     | Lời: Paul Francis Webster Nhạc: Johnny Mandel                | The Sandpiper                                                    |
| 78  | 9 to 5                                       | Dolly Parton                                                 | Nine to Five                                                     |
| 79  | Arthur's Theme                               | Lời: Carole Bayer Sager Nhạc: Burt Bacharach                 | Arthur                                                           |
| 80  | Springtime for Hitler                        |                                                              | The Producers                                                    |
| 81  | I'm Easy                                     | Keith Carradine                                              | Nashville                                                        |
| 82  | Ding Dong The Witch Is Dead                  | Lời: Yip Harburg Nhạc: Harold Arlen                          | The Wizard of Oz                                                 |
| 83  | The Rose                                     | Amanda McBroom                                               | The Rose                                                         |
| 84  | Put the Blame on Mame                        |                                                              | Gilda                                                            |
| 85  | Come What May                                | David Baerwald                                               | Moulin Rouge!                                                    |
| 86  | (I've Had) The Time of My Life               | Franke Previte                                               | Dirty Dancing                                                    |
| 87  | Buttons and Bows                             | Lời: Ray Evans Nhạc: Jay Livingston                          | The Paleface                                                     |
| 88  | Do-Re-Mi                                     | Lời: Oscar Hammerstein II Nhạc: Richard Rodgers              | The Sound of Music                                               |
| 89  | Puttin' on the Ritz                          | Irving Berlin                                                | Young Frankenstein                                               |
| 90  | Seems Like Old Times                         | Carmen Lombardo John Jacob Loeb                              | Annie Hall                                                       |
| 91  | Let the River Run                            |                                                              | Working Girl                                                     |
| 92  | Long Ago (and Far Away)                      | Lời: Ira Gershwin Nhạc: Jerome Kern                          | Cover Girl                                                       |
| 93  | Lose Yourself                                | Eminem                                                       | 8 Mile                                                           |
| 94  | Ain't Too Proud to Beg                       | Norman Whitfield Edward Holland, Jr.                         | The Big Chill                                                    |
| 95  | Road to Morocco                              |                                                              | Road to Morocco                                                  |
| 96  | Footloose                                    | Kenny Loggins                                                | Footloose                                                        |
| 97  | 42nd Street                                  |                                                              | 42nd Street                                                      |
| 98  | All That Jazz                                |                                                              | Chicago                                                          |
| 99  | Hakuna Matata                                | Lời: Tim Rice Nhạc: Elton John                               | Vua sư tử (The Lion King)                                        |
| 100 | Old Time Rock & Roll                         | Bob Seger                                                    | Risky Business                                                   |